# Tomàs Cases Martí
Tomàs Cases Martí (Reus, 8 d'agost de 1833 - Barcelona, 29 de desembre de 1899) va ser un metge militar català.
Va aconseguir per oposició una plaça de metge a l'Hospital Militar de Lleida el 1861. El 1862 s'embarcà a Cadis cap a la República Dominicana i desembarcà a Santo Domingo, on hi havia una epidèmia de febre groga i s'estava organitzant una rebel·lió dels nadius contra l'estat espanyol. Improvisà diversos hospitals de campanya, tant pels militars espanyols com pels habitants de l'illa, i, malalt, és traslladat a Cuba on, una vegada refet, s'incorporà a les unitats militars d'aquelles terres. El 1872 torna a Espanya i és destinat a Sòria, on les tropes reials lluitaven contra els carlins, i on dirigí diversos hospitals i participà com a subinspector sanitari en alguns combats. El 1876 es fa càrrec de l'hospital militar de Maó, i el 1881 s'incorpora a l'exèrcit de les Filipines i és destinat a l'hospital militar de Manila, del que va ser director, càrrec que deixà el 1886 per malaltia. Va ser enviat a Cadis, però tornà a Cuba, on va ser cap del cos sanitari i ascendit a general. Va dirigir l'hospital militar de l'Havana. El 1893 va ser el representant del govern espanyol al Congrés Mèdic Hispà, on participaren metges espanyols i sud-americans. Fixà el 1895 la seva residència a Barcelona, però el 1898 va tornar a ser enviat a les Filipines per tal de col·laborar en l'evacuació de les tropes en retirada cap a Espanya i tornà amb els repatriats. Morí a Barcelona el 1899.